# 圣沙维乌堂
圣沙维乌堂 （Église collégiale Saint-Salvi）是一座罗马天主教的协同教堂，位于法国西南部塔恩省阿尔比。
该堂为红砖砌筑，风格兼具罗马风及哥特式。1922年10月16日，该堂被列为法国历史古迹。2010年，该堂又作为阿尔比主教城的一部分，列入世界遗产名录。

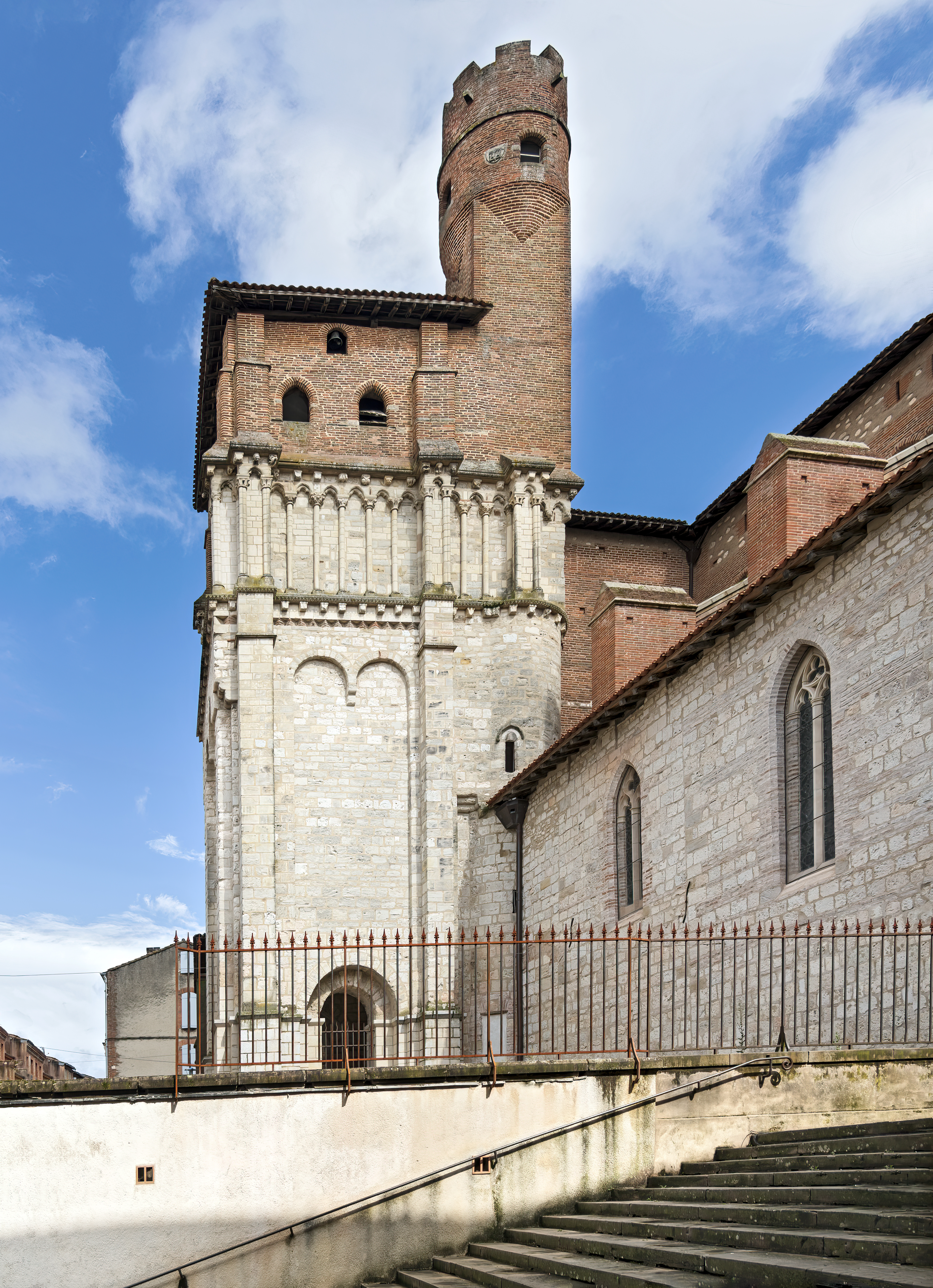
聖薩爾維學院教堂
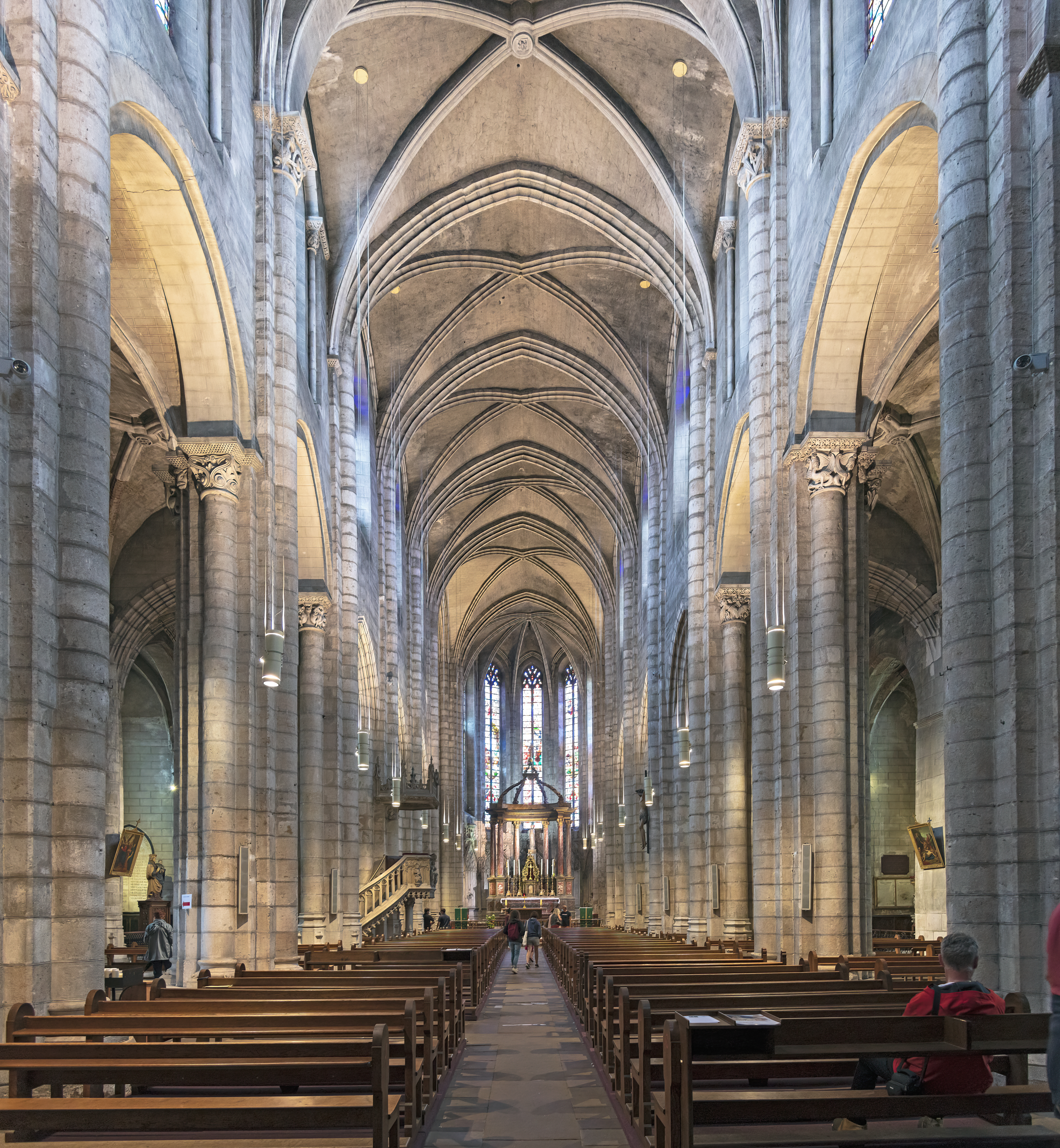
中殿和合唱團
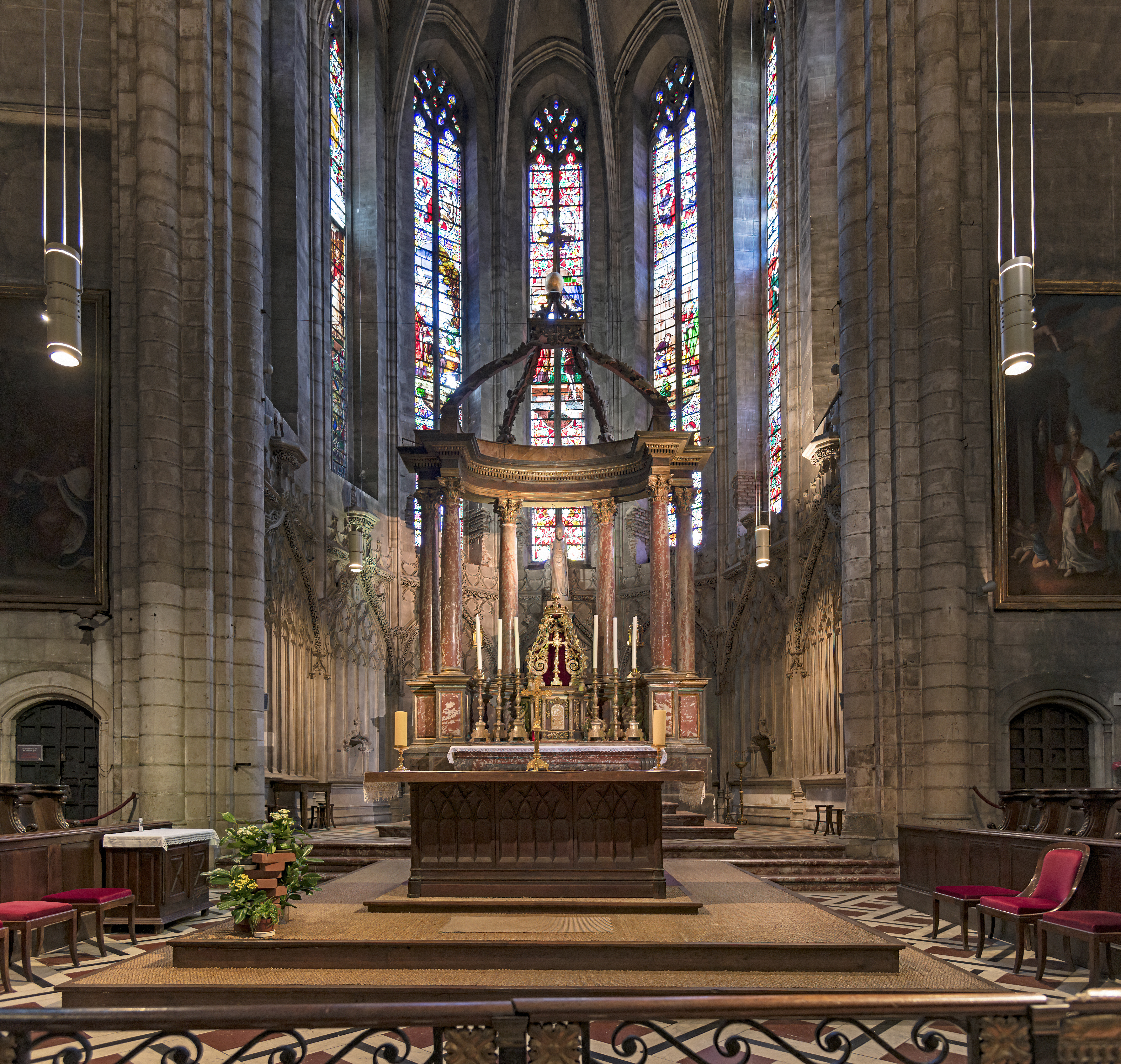
高壇
一組 12 世紀的雕像
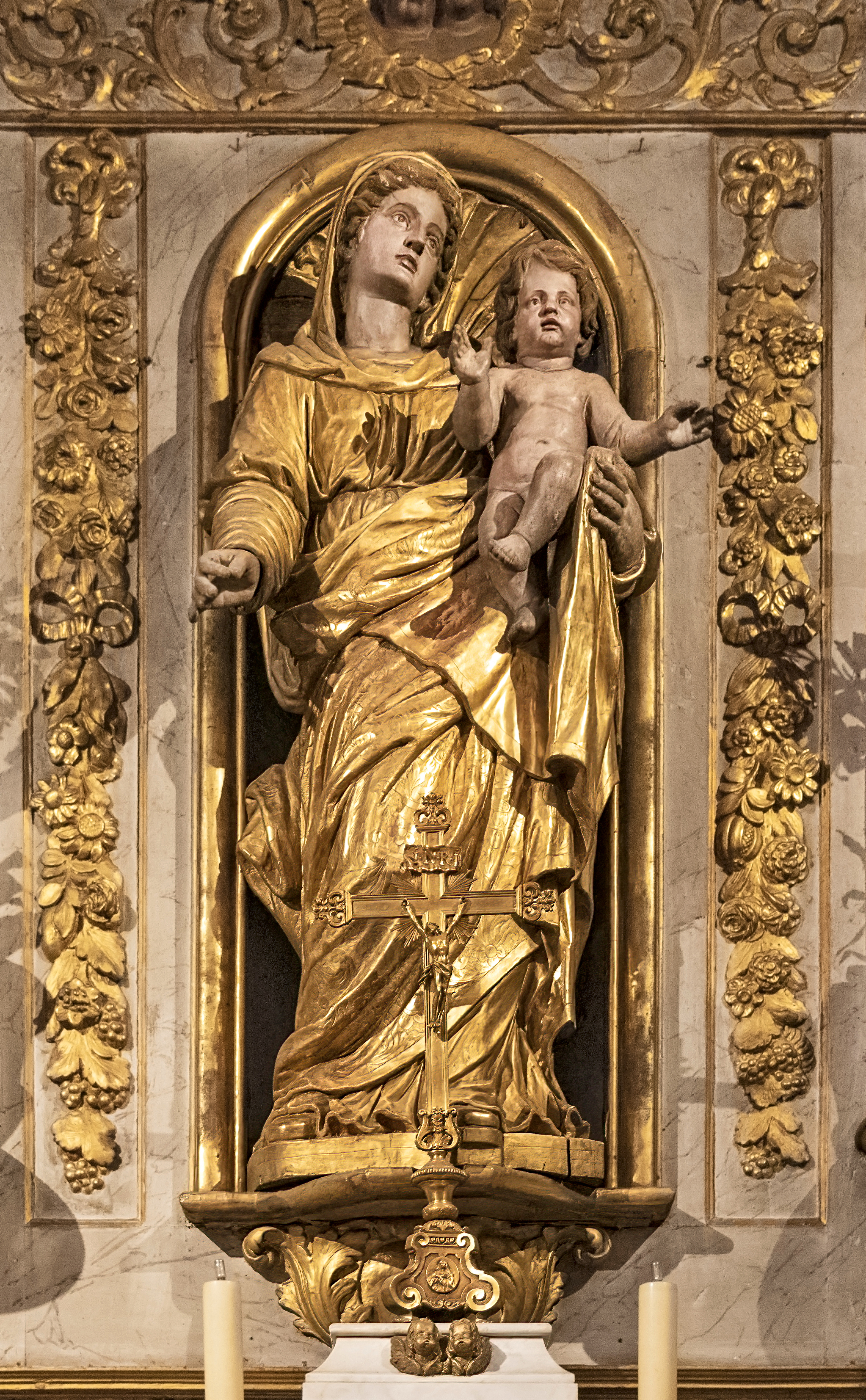
麥當娜和孩子
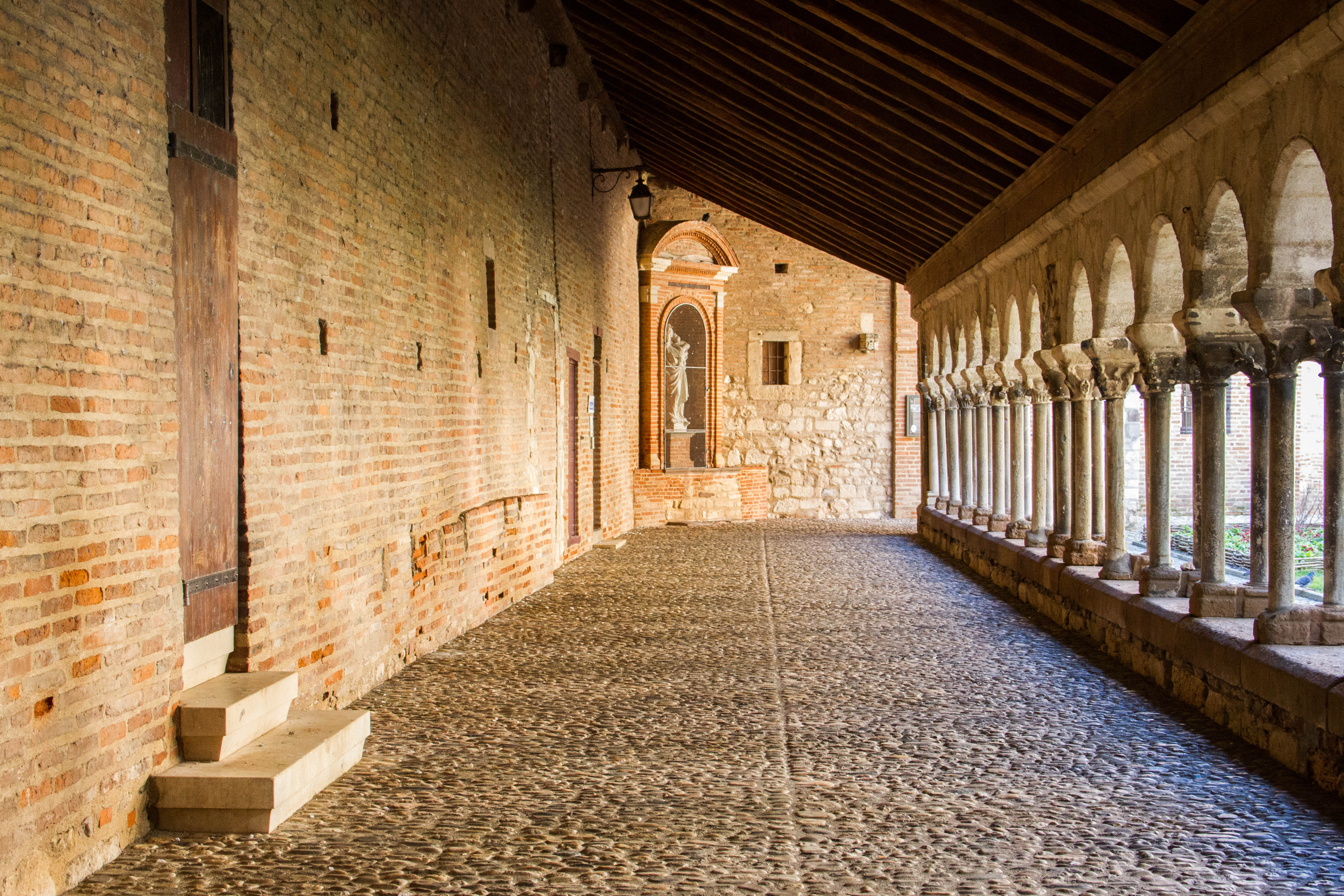
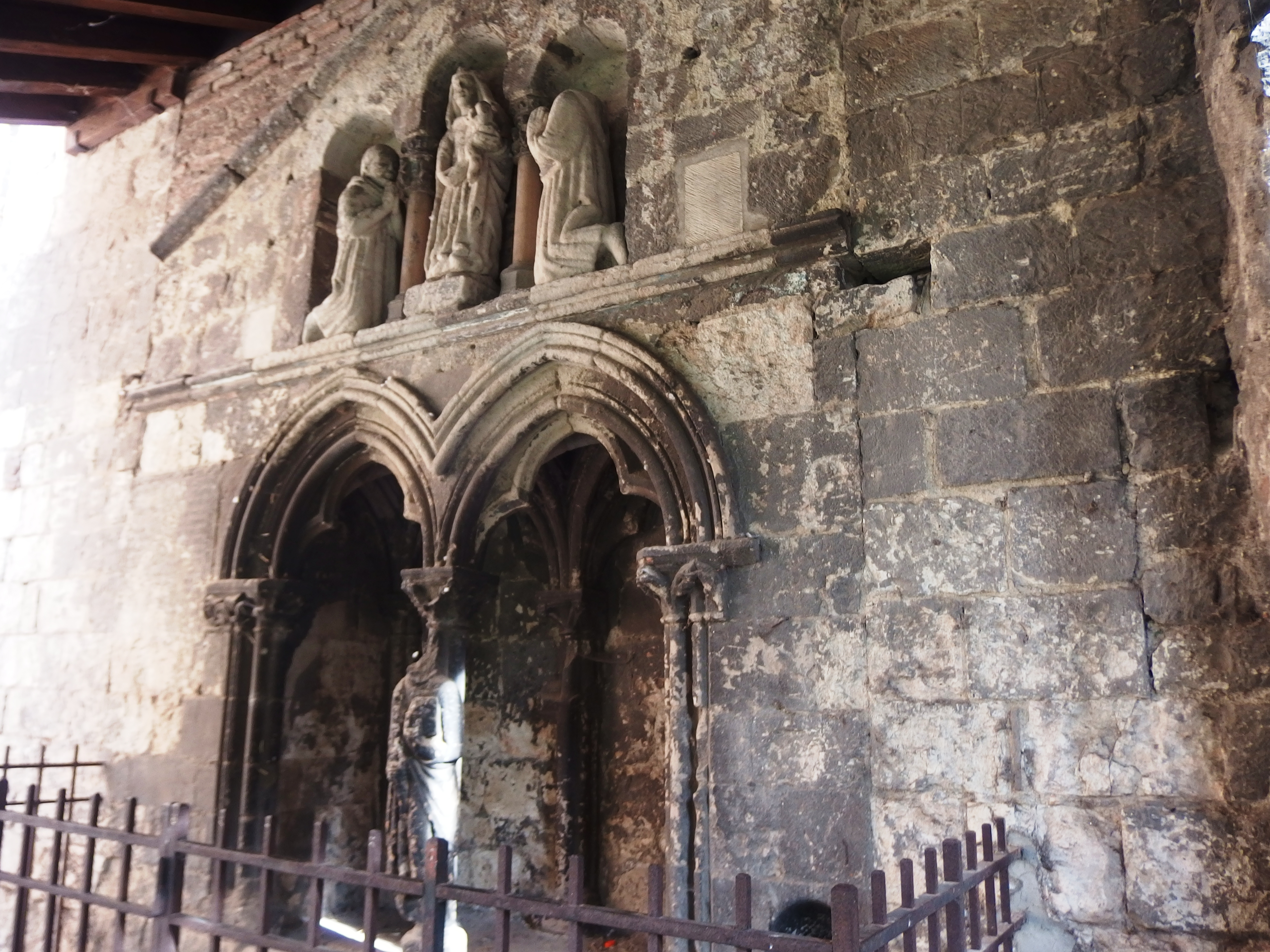
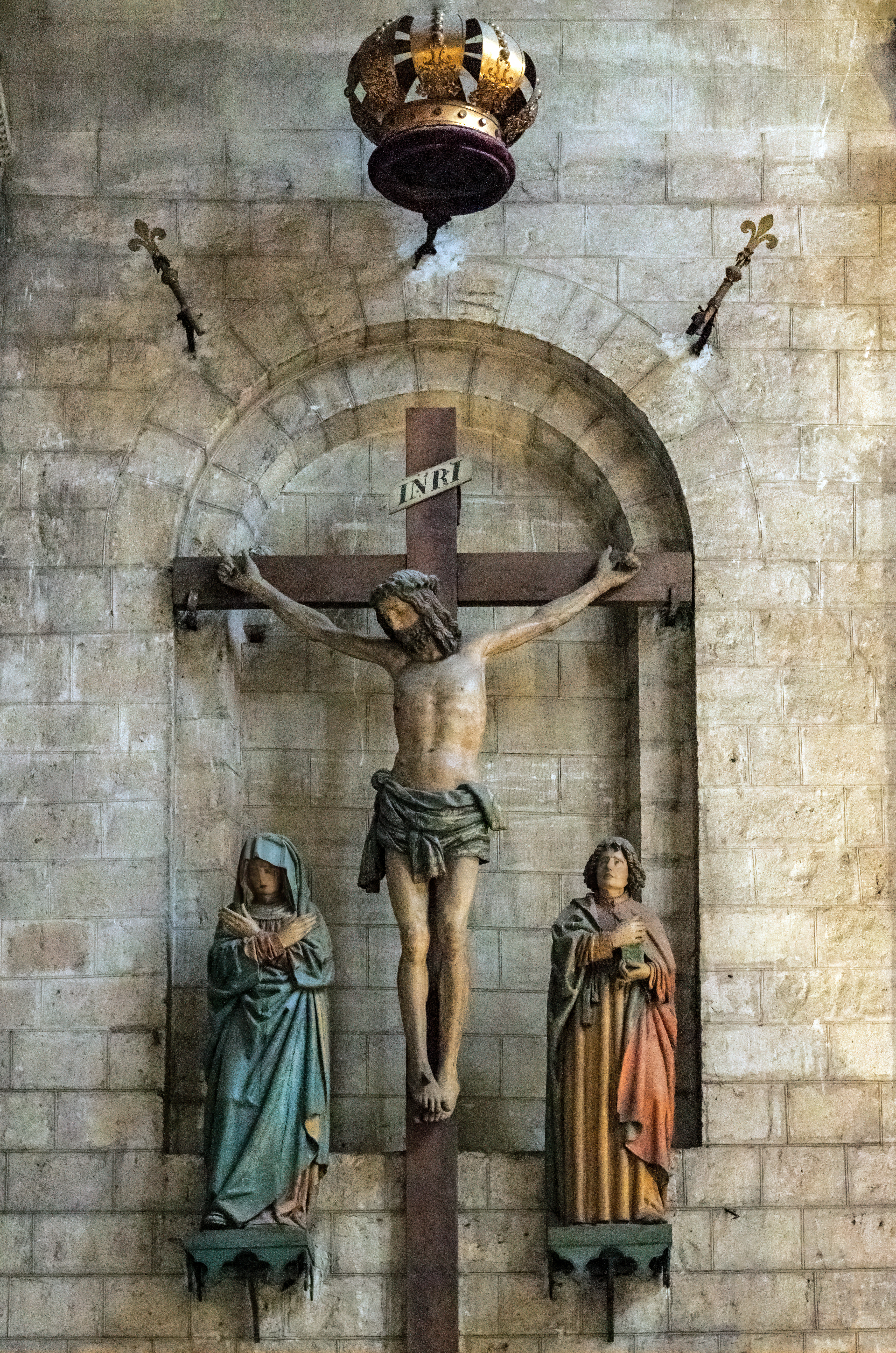
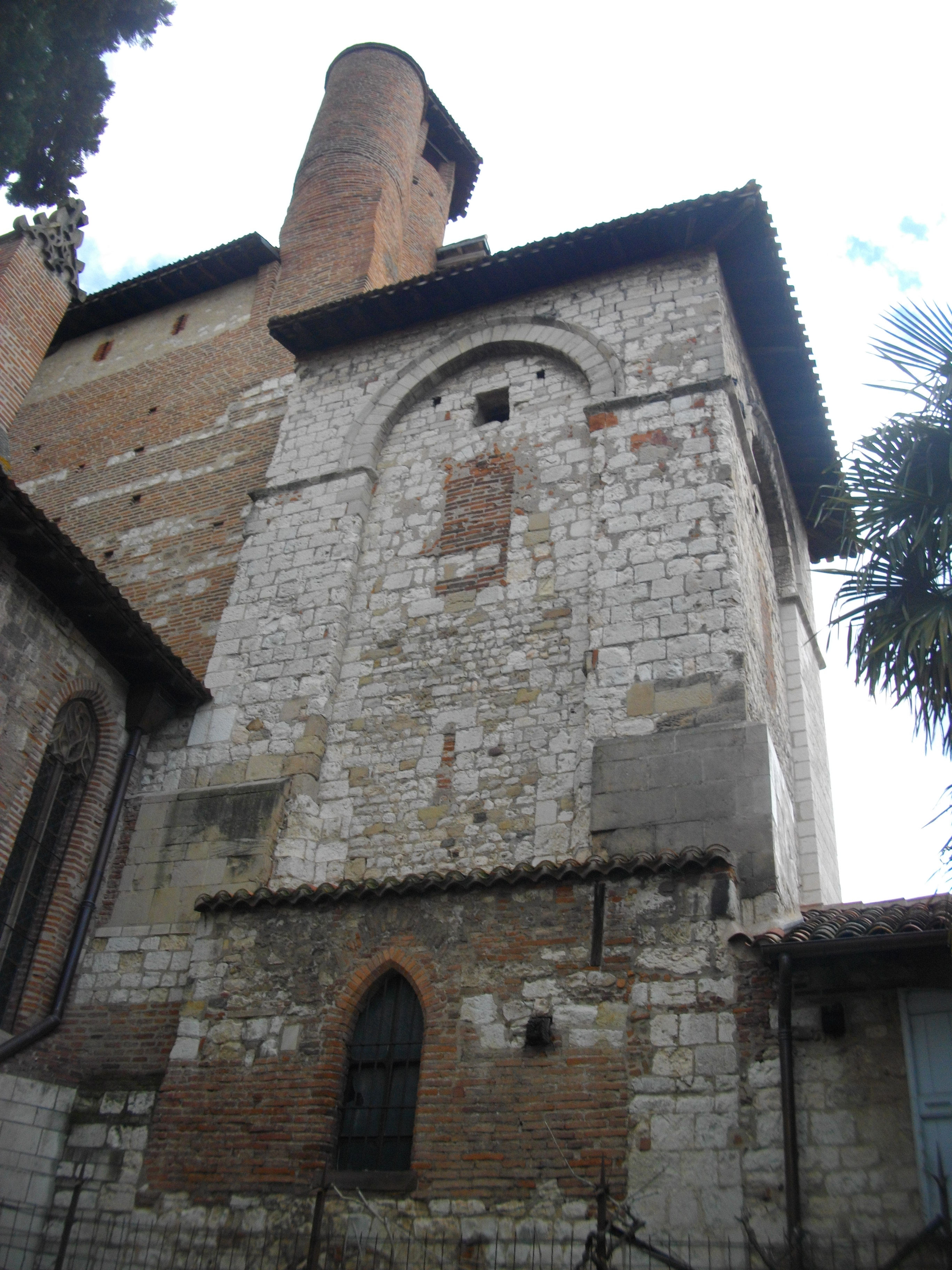
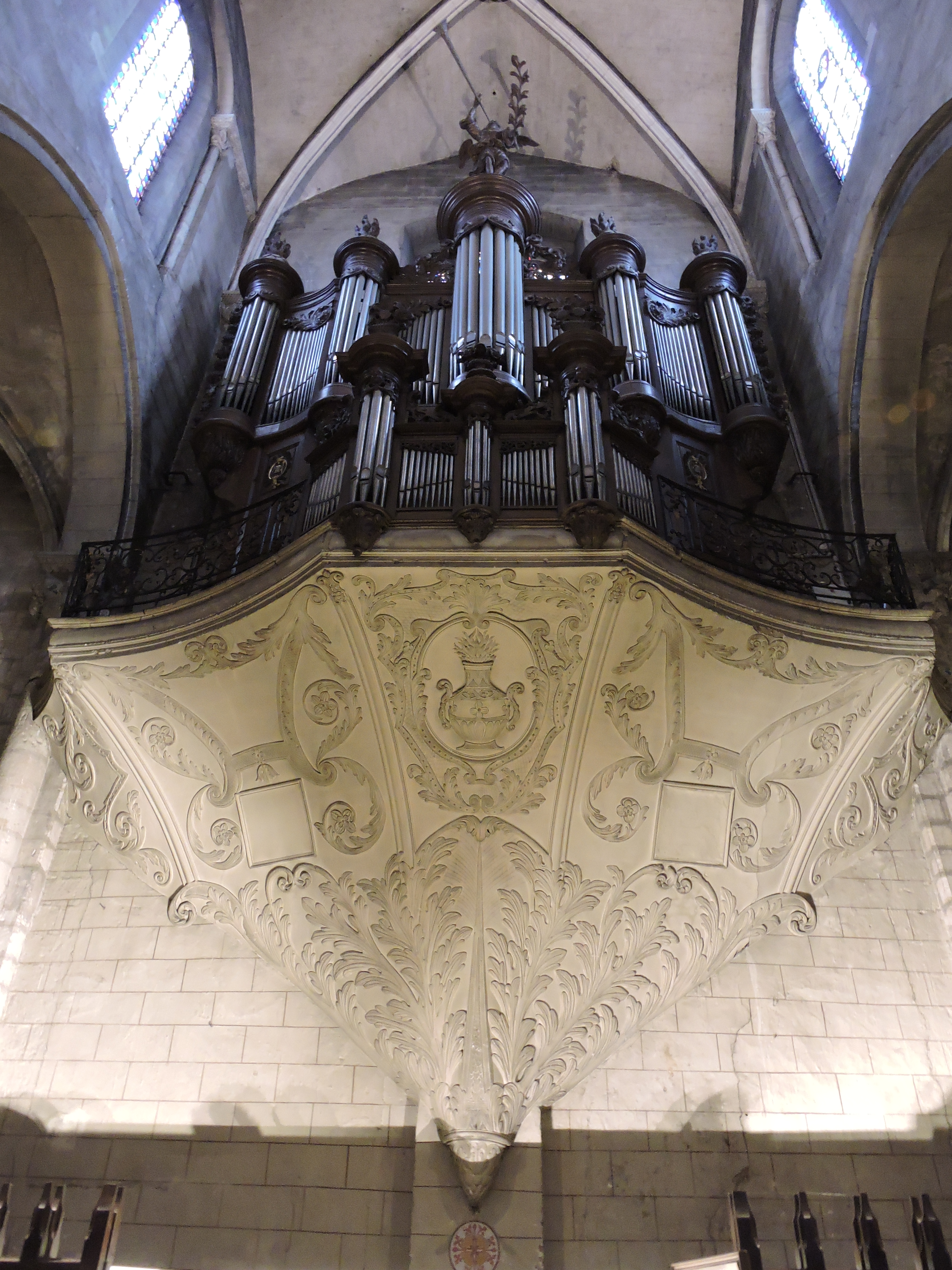
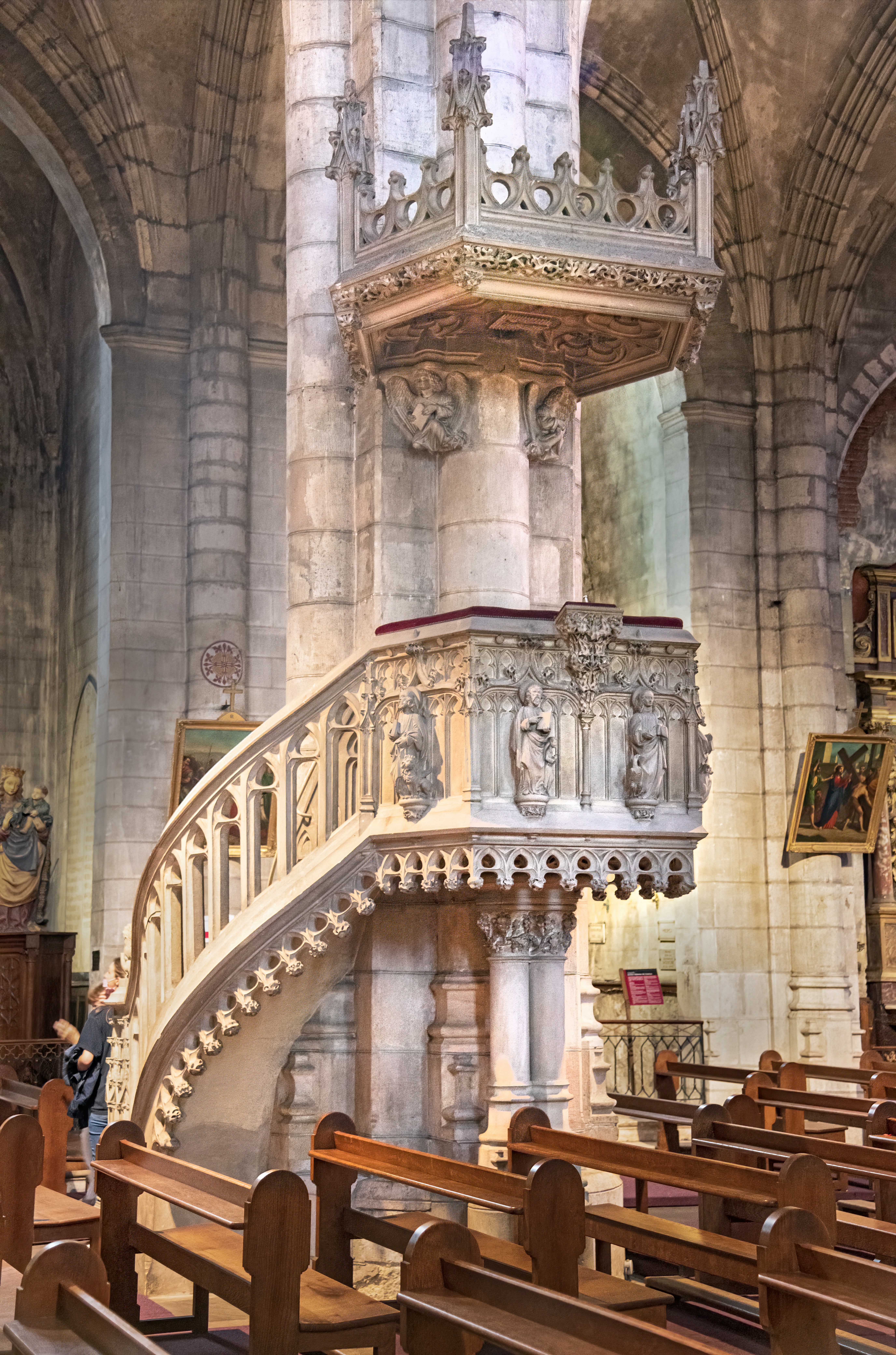
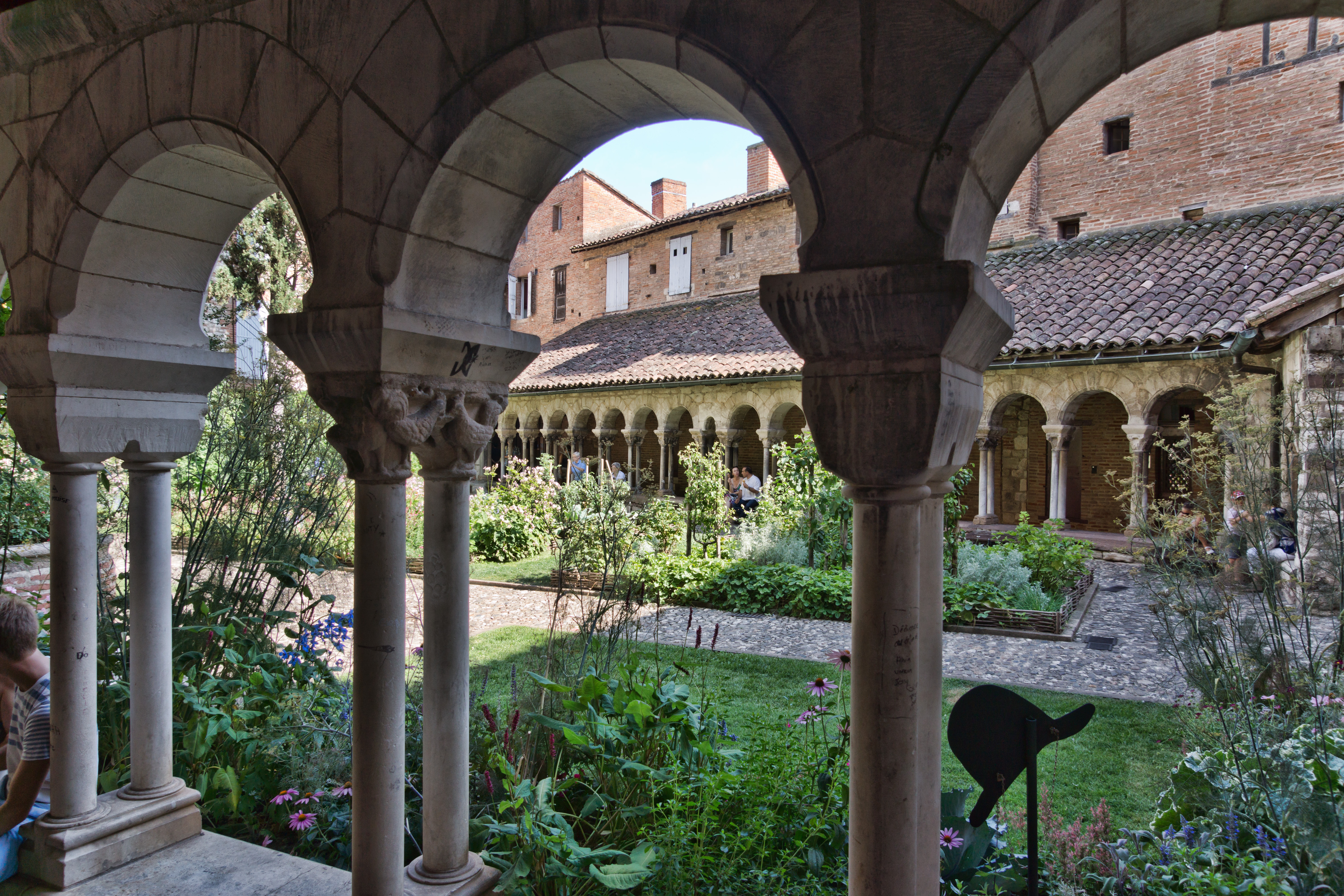
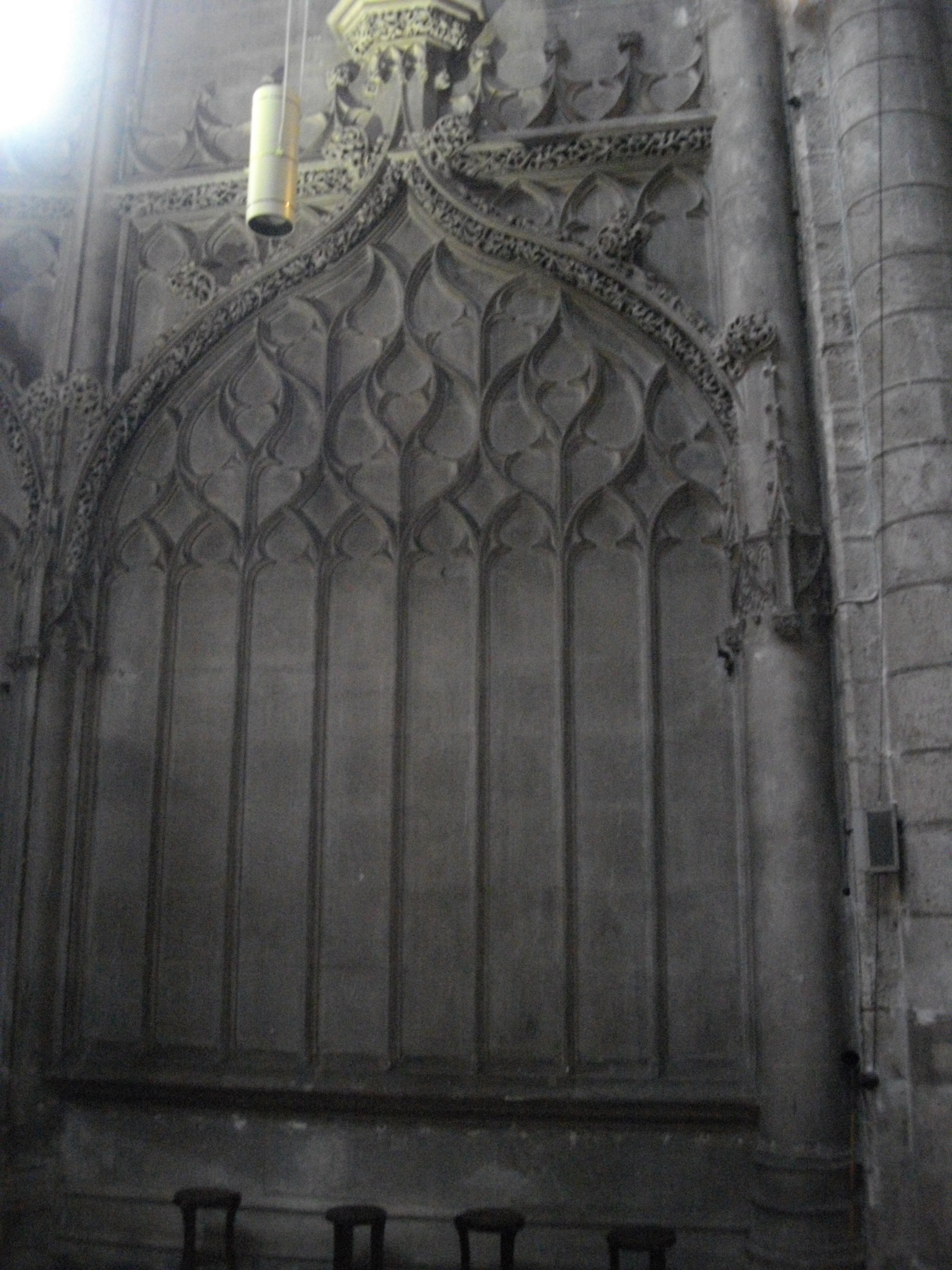
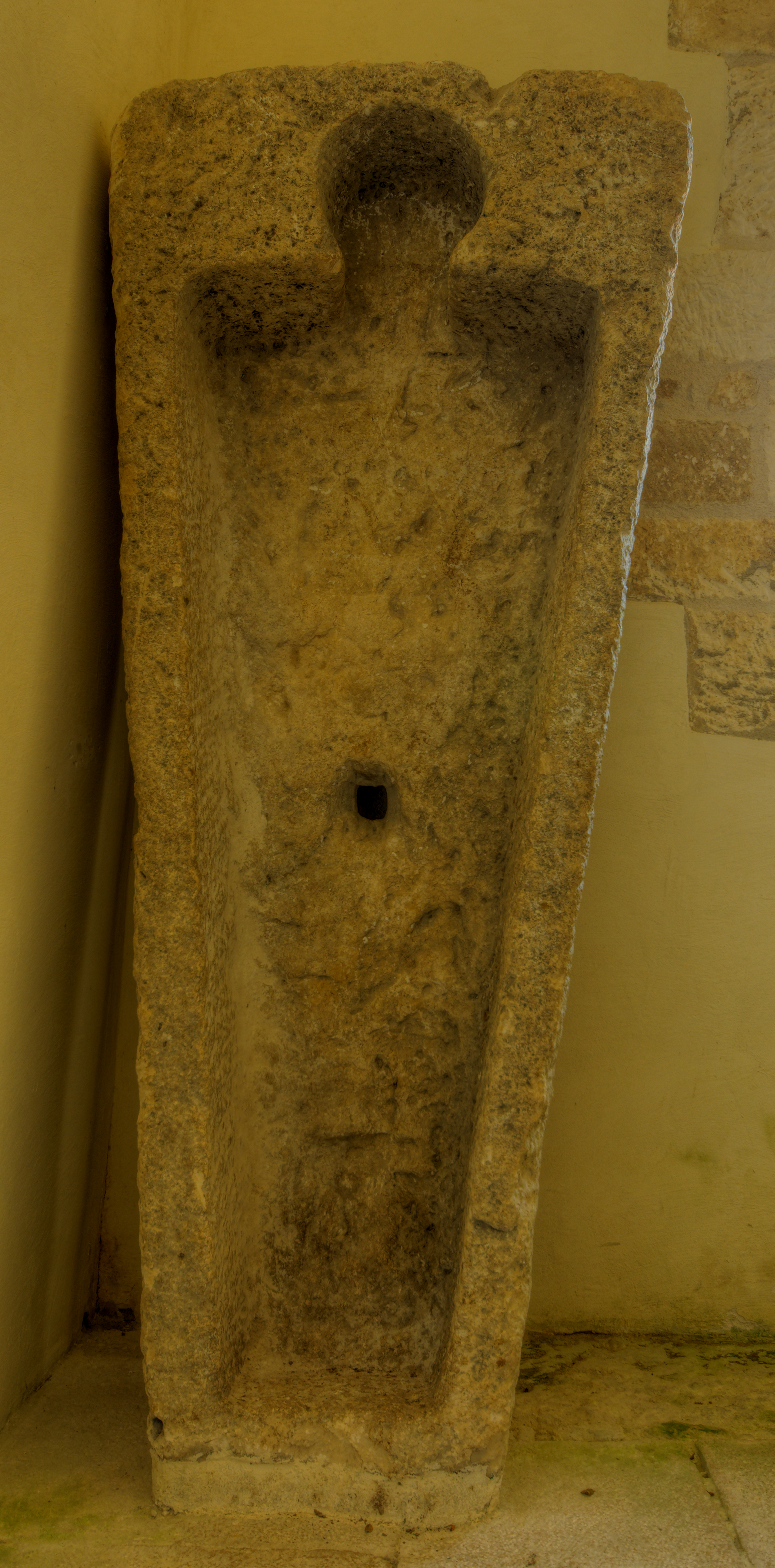